# 纳恰洛沃村委员会
纳恰洛沃村委员会（俄语：Началовский сельсовет）是俄罗斯联邦阿斯特拉罕州普里沃尔日耶区所属的一个村委员会。其下辖有7个居民点，行政中心为纳恰洛沃。据2015年统计，该村委员会的人口为9934人。